# Getty Center

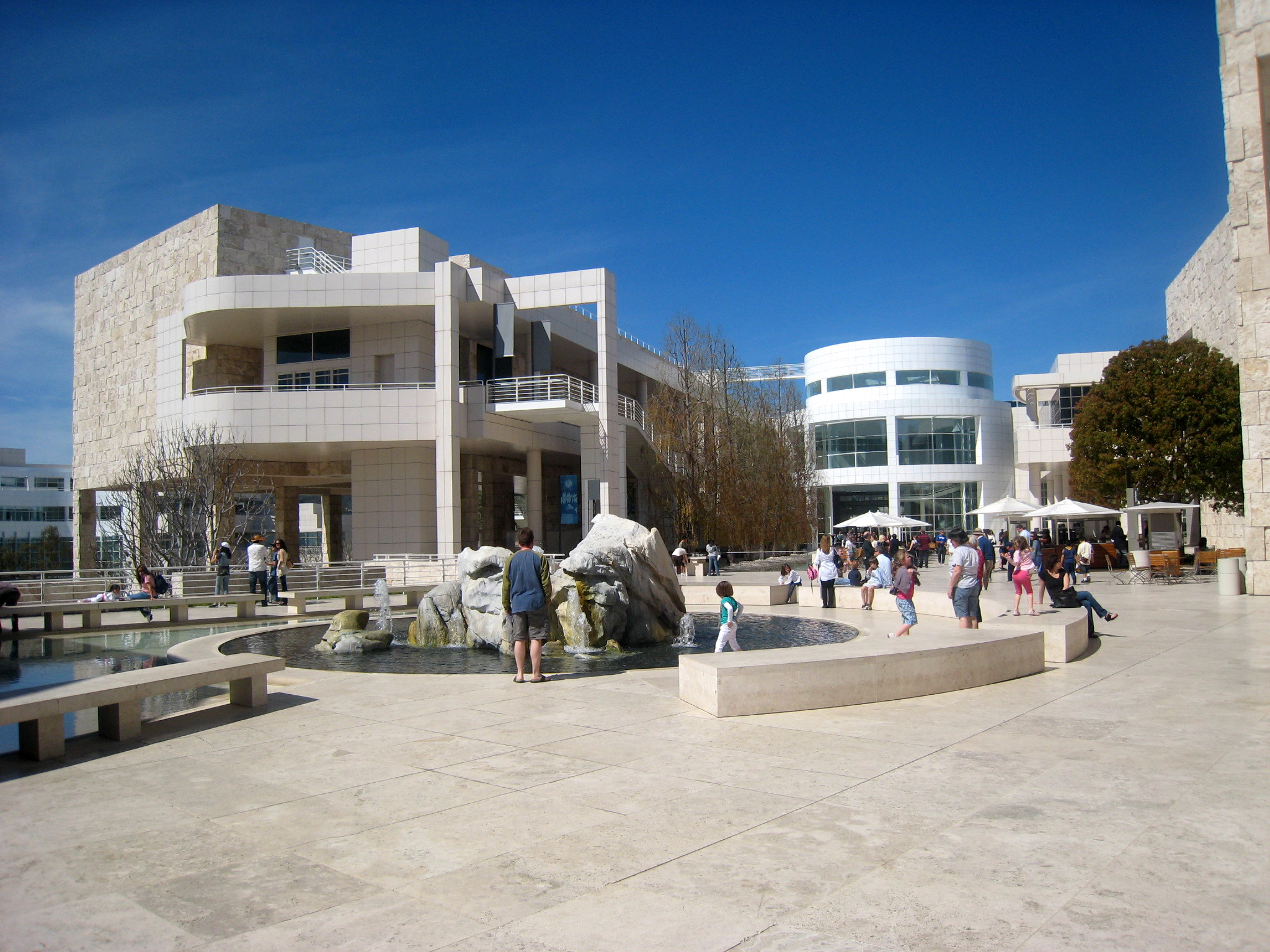
Innenhof des Getty Centers in Los Angeles

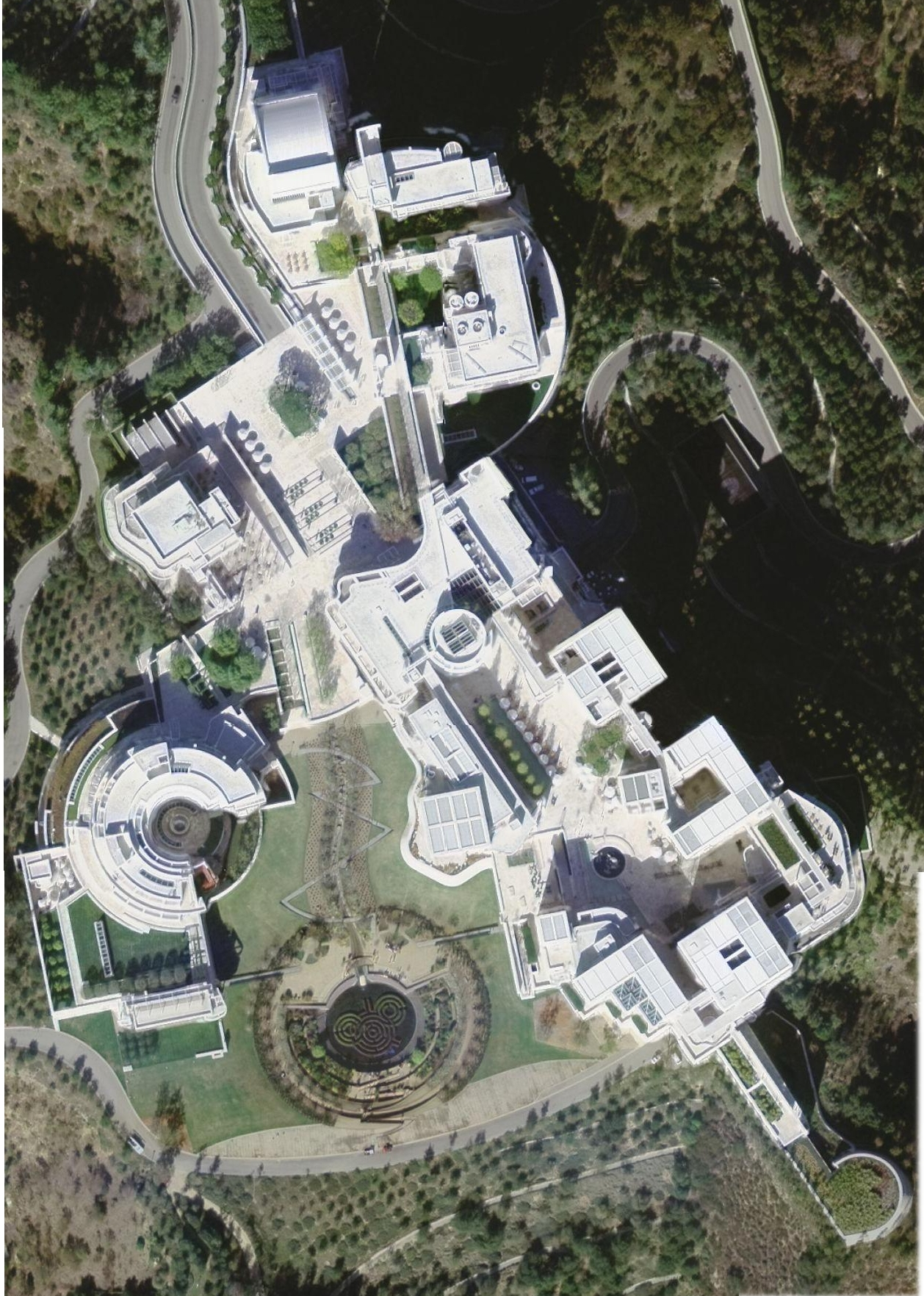
Satellitenansicht des Getty Centers

Das Getty Center in Brentwood, einem Stadtteil im Westen von Los Angeles, ist der Sitz des J. Paul Getty Trusts und beherbergt seit 1997 den größten Teil der Sammlung des J. Paul Getty Museums und weitere wissenschaftliche Einrichtungen, wie das Getty Research Institute, das Getty Conservation Institute, das auf dem Gebiet der Restaurierung tätig ist, und das Getty Leadership Institute, das sich um die Aus- und Fortbildung von Führungspersonal für Museen kümmert.

## Geschichte

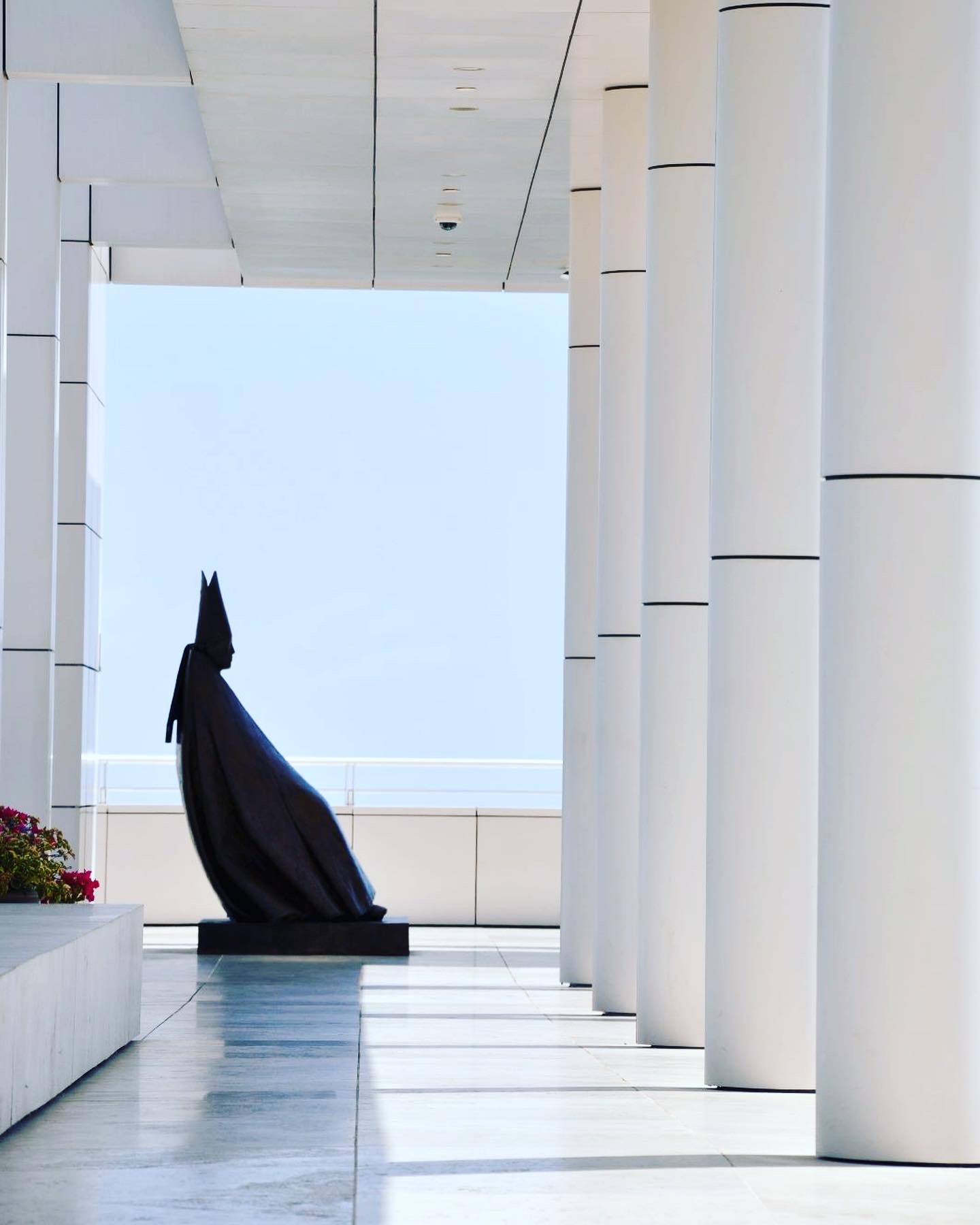
Säulengang am Getty Center (2017)

Entworfen wurde der Gebäudekomplex von dem US-amerikanischen Architekten Richard Meier, der bereits Mitte der 1980er-Jahre mit dem Entwurf beauftragt wurde. Die Bauarbeiten begannen im Jahr 1991 und dauerten bis zum Jahr 1997. Für die Landschaftsgestaltung waren das Landschaftsarchitekturbüro Olin Partnership aus Philadelphia und der Installationskünstler Robert Irwin verantwortlich. Robert Irwin ist für den Zentralgarten zuständig, während Lauri Olin zusammen mit Richard Meier die anderen Gärten plante.

## Museum
Im J. Paul Getty Museum hat der Milliardär J. Paul Getty etwa 50.000 Kunstwerke zusammengetragen und der allgemeinen Öffentlichkeit kostenlos zugänglich gemacht. Die Auswahl konzentriert sich dabei auf klassische Kunstwerke wie Skulpturen, Gemälde, Zeichnungen, Manuskripte und Fotografien. Ausgegliedert ist die Antiken-Sammlung, die in der Getty Villa, einem Nachbau der Villa dei Papiri in Herculaneum, weiter westlich an der Pazifikküste ausgestellt ist.

## Lage
Das Getty Center hat eine eigene Ausfahrt auf der Autobahn Interstate 405 vom Los Angeles International Airport Richtung Norden (San Fernando) und ist schon von weitem auf dem Berg liegend zu sehen. Von dort hat man bei klarem Wetter Aussicht auf den Pazifischen Ozean, die Berge von Big Bear City und das Tiefland von Los Angeles.

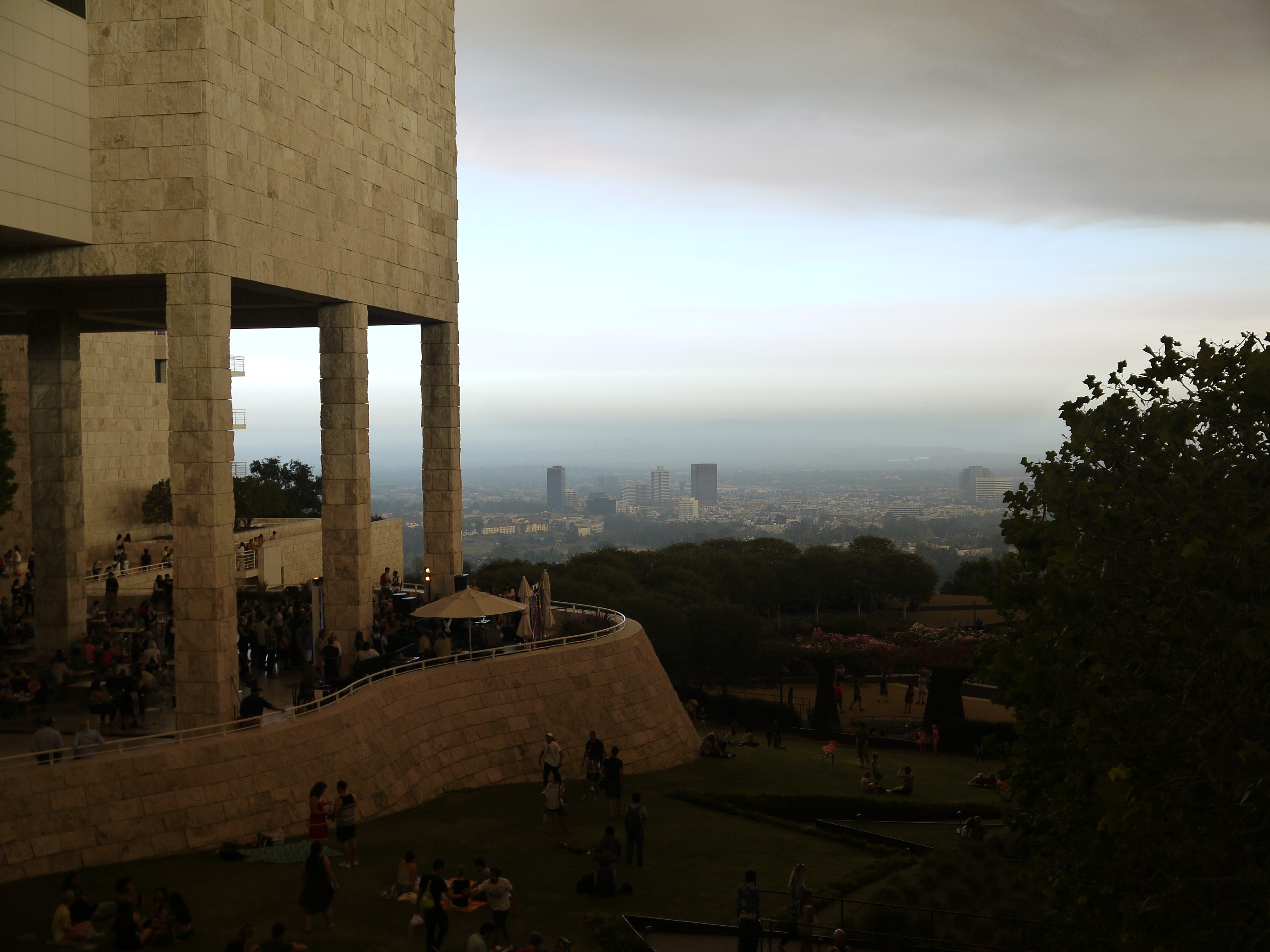
Blick von Getty Center auf die Hochhäuser von Westwood

## Getty Research Institute
Das Getty Research Institute gibt folgende Thesauri heraus: Getty Thesaurus of Geographic Names (TGN), Union List of Artist Names (ULAN) und Art and Architecture Thesaurus (AAT).